# Arx Fatalis
Arx Fatalis – komputerowa gra fabularna wyprodukowana przez Arkane Studios i wydana 12 listopada 2002 roku przez JoWooD Entertainment. 14 stycznia 2011 udostępniono łatę 1.21 i kod źródłowy gry na licencji GNU.
Redakcja serwisu Gry-Online w 2014 roku przyznała Arx Fatalis 56. miejsce na liście najlepszych gier cRPG wszech czasów.

## Fabuła
Gracz przenosi się do świata na planecie Arx, w którym zgasło słońce i wszystkie rasy zmuszone zostały do zejścia do podziemia. Postać zaczyna przygodę budząc się w celi więzienia goblinów. Celem gracza jest powstrzymanie kultystów boga chaosu Akbaa oraz uzyskanie informacji na temat własnej przeszłości, ponieważ główny bohater gry w wyniku działania mocy ciemności traci pamięć.

## Rozgrywka
Gracz steruje postacią z perspektywy pierwszej osoby, która porusza się po fikcyjnej planecie Arx. Po rozpoczęciu gry postać rozdaje punkty umiejętności i odbywa samouczek wkomponowany w fabułę. W grze obecny jest system magii, który polega na uaktywnieniu dostępnych run w odpowiedniej kolejności za pomocą ruchów myszki. Podczas rozgrywki możliwe jest wytwarzanie nowych przedmiotów np. wykuwanie broni, pieczenie chleba czy warzenie eliksirów. Przedmioty można sprzedawać u kupców.